# Ambracie
Sauf précision contraire, les dates de cet article sont sous-entendues « avant l'ère commune » (AEC), c'est-à-dire « avant Jésus-Christ ».
Ambracie (en grec ancien Ἀμϐρακία / Ambrakía) est une colonie de Corinthe, fondée au VIIe siècle av. J.-C. Elle est située sur la côte nord du golfe Ambracique, sur la rive gauche du fleuve Arachtos, quasiment en face de Leucade, sur le site de l'actuelle ville d'Arta.

## Mythologie
Le poète Antoninus Liberalis évoque des mythes liés aux origines d'Ambracie et qui mettent en scène les dieux Apollon et Artémis ainsi que le héros Héraclès et le sage Cragaleus fils de Dryops.

## Histoire
La ville est fondée entre 650 et 625 av. J.-C. par Gorgos, fils du tyran de Corinthe Cypsélos. Son fils, Périandre, est chassé par les citoyens, qui installent une oligarchie plus modérée. Lors de la guerre du Péloponnèse, Ambracie, comme sa métropole, rejoint le camp spartiate. Elle assiste Corinthe dans sa guerre contre Corcyre, lui fournissant des bateaux à de nombreuses reprises. Elle dispute également aux Acarnaniens et aux Amphilochiens, alliés d'Athènes, le contrôle du golfe Ambracique. L'Acarnanie obtient finalement l'appui d'Athènes à la suite de la destruction d'Argos d'Amphilochie par les Spartiates et le stratège Démosthène vainc Ambracie à Olpaï, en 426 av. J.-C..
En 396/395 av. J.-C., Ambracie rentre dans la coalition athénienne (Athènes, Argos, Corinthe et Thèbes) dirigée contre Sparte. Mais le raid de Sparte en Acarnanie pousse Ambracie à rallier la ligue du Péloponnèse en 388.
En 338 av. J.-C., Ambracie est occupée par les Macédoniens, emmenés par Philippe II. En 295, Pyrrhus en fait la capitale du royaume d'Épire et l'orne de reliefs, statues et peintures. Ambracie rejoint ensuite la Ligue étolienne en 230. Elle est prise par les Romains de Marcus Fulvius Nobilior au printemps de l'année 189 et méthodiquement pillée. Par la suite, elle est vidée par Auguste de ses habitants, qui sont déportés à Nicopolis, comme la rapporte Pausanias le Périégète. Plus tard, la cité rebâtie entre par la christianisation dans la civilisation byzantine, et c'est de cette époque que datent les églises telle la Panaghía Parigorítissa. La ville est alors connue sous le nom de Narte (Νάρτη).
Au XIe siècle de l'ère chrétienne, après la destruction de Nicopolis par les Bulgares, la cité de Narte se développe sur le site de la ville antique.